# نیونوریکا، استرالیای غربی
نیونوریکا (به انگلیسی: New Norcia) یک شهرک در استرالیا است که در استرالیای غربی واقع شده‌است.